# Etelbert od Veseksa
Etelbert (Ethelbert ili Aethelberht; staroengleski, što znači "Veličanstveni plemić") bio je kralj Veseksa od 860 do 865.

## Biografija
Etelbert je bio treći sin kralja Etelvulfa i njegove prve supruge Osburge. Godine 855. kralj ga je proglasio za regenta Kenta u vreme kada je bio na hodočašću u Rimu. Njegov brat Etelbald imenovan je za regenta zapadnih oblasti. Nakon što je otac umro 858. godine, Etelbald je postao kralj Veseksa, ali je bratu ostavio vlast nad istočnim delovima kraljevstva, uključujući i Kent. Kada je 860. godine Etelbald umro bez dece, sve zemlje Zapadnih Saksonaca nasledio je Etelbert.

## Značaj
Njegova kratka vladavina u hronikama je zabeležena kao doba mira. Jedini izuzetak je bio napad Vikinga na istočni Kent i njihov neuspešni pokušaj pljačke Katedrale u Vinčesteru.
Etelbert je ukinuo dotadašnji običaj zapadnosaksonskih kraljeva da svoju braću proglase regentima, čime je otvorio put budućem ujedinjenju Engleske.

## Kraj vladavine
Umro je 865. a nasledio ga je brat Etelred. Sahranjen je kraj brata Etelbalda u Opatiji Šerborn.

## Spoljašnje veze
- Æthelberth Архивирано на веб-сајту  (13. октобар 2017) u Prosopography of Anglo-Saxon England